# Képesség
A képesség kifejezés alatt értünk minden olyan tudásfajtát, amely valamilyen aktivitást lehetővé tesz birtoklója számára (a képesnek lenni valamire szóhasználatban, a valamire való képességet mindig igékből képzett főnévi igenevekkel fejezzük ki (úgy mint: képesnek lenni valamit csinálni) ami rámutat, hogy a képesség mindig cselekvéssel, történéssel, létezéssel kapcsolatos. A fenti tág definícióból következően az embernek annyi képessége van, ahány akaratos, vagy automatikus cselekvés alanya tud lenni.
A képességek rendszerezését és tanulmányozását tudományok végzik. Különböző tudományok eltérő nézőpontokból kiindulva eltérő képességeket emelnek ki az ember és más fajok viselkedéséből hogy azok szelektív illetve egymásra ható tanulmányozásából megértsék magát az élőlényt, a képességek fejlődését illetve fejlesztésének lehetőségeit.
- a pszichológiában jelenleg a következő képességcsoportosítást használják a legelterjedtebben: érzékelés, észlelés, tanulás és emlékezés, gondolkodás, nyelv. Ezeknek az alapvető képességeknek a kutatásával az általános lélektan foglalkozik
- a pedagógiában (mint kutató tudományban) főként a kötelezően (pl. Nemzeti Alaptanterv által) előírt tudás (pl. írás, olvasás, számolás) alapján csoportosítják a képességeket, valamint előfeltételezik általános gondolkodási képességek meglétét, így azok fejlesztésének lehetőségeivel külön foglalkoznak
- az etológiában az állatok ön- és fajfenntartásához szükséges viselkedéseket kiemelve csoportosítják a képességeket.

## A képességek eredete
Csaknem minden képesség eredetére vonatkozóan viták folynak a veleszületettségről illetve tanultságról. Ez a klasszikus környezet-öröklés (vagy nature-nurture) vita, ami még napjainkban is él.

### Velünkszületettség
A klasszikus kognitív pszichológia képviselői szerint az ember jópár humánspecifikus kognitív információfeldogozó képességgel rendelkezik, melyek velünk születtek és fajunk evolúciója során rögződtek belénk.

### Tanultság
Képességeket ugyanakkor elsajátítani és fejleszteni is lehet. A képességek elsajátítását a pszichológusok az emlékezet, tanulás, illetve külön az implicit emlékezet kapcsán szokták tárgyalni

### Kombinált nézőpont
Kombinált nézőpontból az ökológiai pszichológia közelíti meg a témát. Olyan nézőpontot kínál ahol a velünk született potenciálok és a környezeti hatások egymásbaágyazott tanulmányozására nyílik lehetőség.

## A képességek felosztásának, fejlődésének, elsajátításának, működésének tanulmányozása
Léteznek faktoranalitikus vizsgálatok, amiknek célja a képességek felosztása.
A működés tanulmányozásával az emlékezetkutatás foglalkozik.
Az elsajátítás és fejlődés folyamatával pedig a fejlődéspszichológia.

## A készség és képesség viszonya
A magyar pedagógiai irodalomban, elsősorban a faktoranalitikus vizsgálatoknak köszönhetően a két fogalom között határvonal létezik.